# 莆田学院
莆田学院，简称莆院，是中华人民共和国的一所公办全日制普通本科院校，位于福建省莆田市。

## 历史

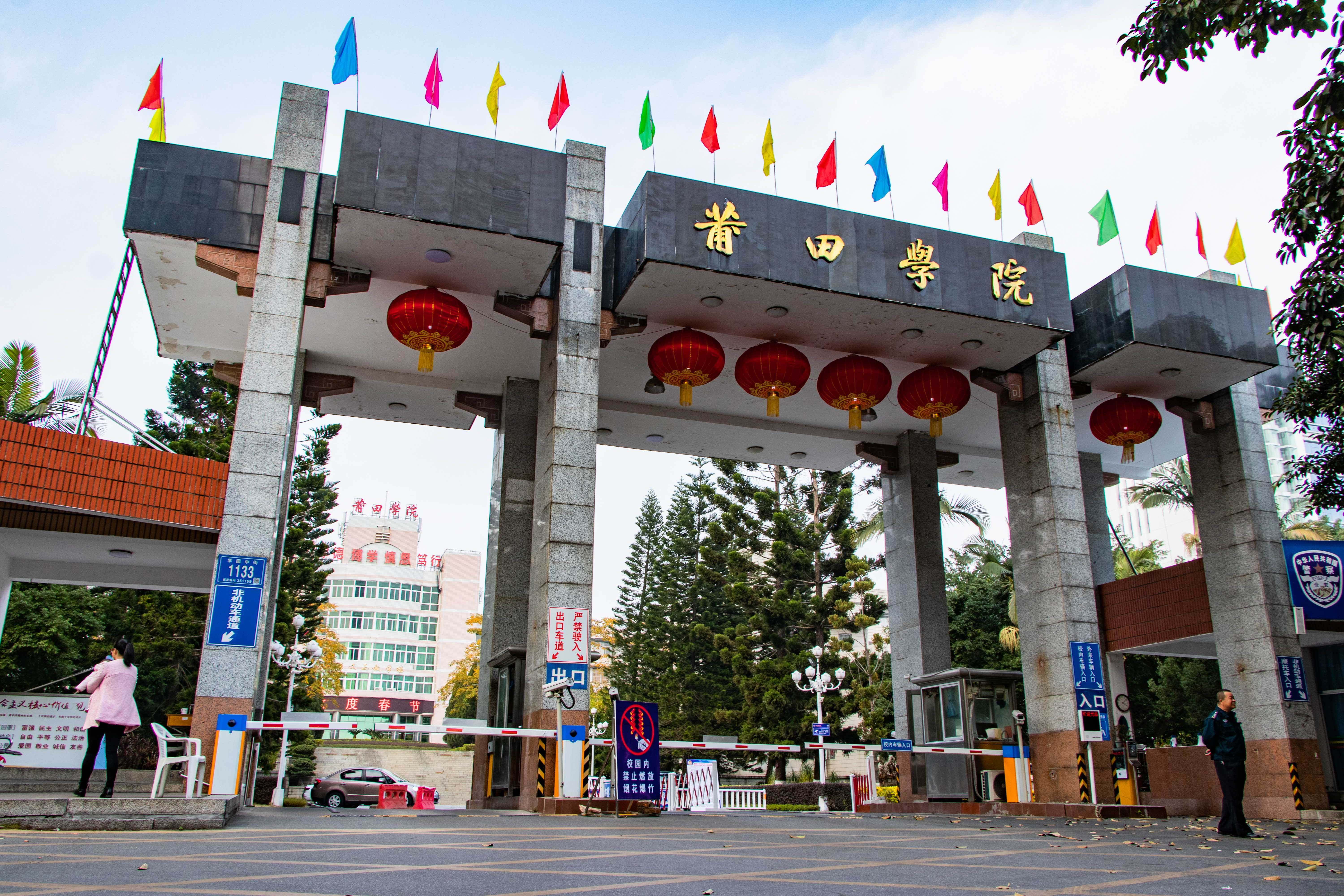
莆田学院学园校区

1898年，英国人雷腾于兴化圣教医院附设护士训练班。其后改制为私立圣路加高级护士助产职业学校，直到1952年为莆田县人民政府接收，并改称为莆田卫生学校，在文化大革命期间一度停办；1979年恢复建制，易名为莆田地区莆田卫生学校，1982年再易名为福建省妇幼卫生学校；1995年，并入福建医科大学，成为其在莆田的分校，直到2002年与莆田高等专科学校合并。
2002年，中华人民共和国教育部同意莆田高等专科学校、福建医科大学莆田分校、福建妇幼卫生学校、莆田华侨体育师范学校合并升格为本科层次的莆田学院。2013年，位于莆田市仙游县的福建仙游师范学校并入莆田学院，并改建为莆田学院仙游校区；仙游师范学校的附属小学也因此于2016年6月并入莆田学院，成为莆田学院附属实验小学。2015年，在邵武市设立莆田学院附属邵武市立医院临床学院。2021年11月，莆田学院获批成为硕士学位授予单位。2023年10月，正式成立莆田学院邵武临床医学院。

## 办学条件
至2021年，莆田学院校园占地面积达到2970亩，校舍建筑面积71.70万平方米。教学科研仪器设备总值达人民币3.15亿元，该校图书馆馆藏图书504多万册，也包括电子图书。该校下设马克思主义学院、文化与传播学院、外国语学院、数学与金融学院、环境与生物工程学院、机电与信息工程学院、土木工程学院、工艺美术学院、音乐学院、体育学院、管理学院、商学院、护理学院、药学与医学技术学院、基础医学院、基础教育学院、新工科产业学院等17个二级学院，56个本科专业。莆田学院现有硕士学位授权点13个。

## 科研工作
莆田学院设有莆田学院妈祖文化研究所、莆仙音乐与戏曲研究中心。